# Жердя (село)
Же́рдя — село в Україні, у Чемеровецькій селищній територіальній громаді Кам'янець-Подільського району Хмельницької області.

## Географія
Подільське село Жердя розкинулось на подільській височині в південно-західній частині України, розташоване за 19 кілометрів від Кам’янця-Подільського. Селом тече річка Безіменна. Через Жердя проходить автошлях регіонального значення Р48 Кам'янець-Подільський — Сатанів.

## Історія
Відоме з 1578 року. На околицях села виявлено залишки поселень трипільської та черняхівської культур.
В 1661 році село було спалене.
Перша церква святого Михаїла в Жерді дерев’яна збудована у 1731 році. Нова церква збудована в 1787 – 1790 роках – дерев’яна, з трьома восьмигранними верхами. В середині XIX століття збудована кам’яна церква.
В 1826 році більша частина села перейшла до Даровських.
Село входило до Лянцкорунської волості.
Внаслідок поразки визвольних змагань на початку XX століття, село надовго окуповане російсько-більшовицькими загарбниками.
Радянська окупація принесла колективізацію та розкуркулення, мешканці села зазнали репресій.
3 грудня 1928 року після розформування Лянцкорунського району село включено до складу Орининського району.
В 1932–1933 селяни села пережили сталінський голодомор.
Після ліквідації Орининського району 23 вересня 1959 року територію Жердянської сільської ради включено до складу Чемеровецького району.
1960 року об'єднано Жердянську, Кочубіївську і Красноставську сільську ради в одну Красноставську сільську раду з центром в селі Красноставці.
Відповідно до Указу Президії Верховної ради УРСР від 30 грудня 1962 року та рішенням облвиконкому від 7–го січня 1963 року ліквідовано Чемеровецький район, а територію Красноставської сільської ради віднесено до складу Кам'янець—Подільського району. Згідно з рішенням облвиконкому від 18 лютого 1963 року перенесено адміністративний центр Красноставської сільської ради в с. Жердя, а сільську раду переіменовано Жердянською. Сільській раді підпорядковувалися населені пункти Жердя, Кочубіїв, Красноставці. Згодом шляхом розуукрупнення Жердянської сільської ради відновлено Кочубіївську та Красноставську сільську ради.
Згідно з Указом Президії Верховної Ради УРСР від 4 січня 1965 року відновлено Чемеровецький район і включено до його складу Жердянську сільську раду.
З 24 серпня 1991 року в складі незалежної України.
15 вересня 2016 року шляхом об'єднання сільських територіальних громад, село увійшло до складу Чемеровецької селищної громади, до цього органом місцевого самоврядування була Жердянська сільська рада.
17 липня 2020 року, в результаті адміністративно-територіальної реформи та ліквідації Чемеровецького району, село увійшло до складу Кам'янець-Подільського району.

## Інфраструктура
На 2021 рік на території села було розміщено:
- Жердянська  ЗОШ І-ІІІ ступенів,
- ДНЗ «Сонечко»,
- Амбулаторія загальної практики сімейної медицини,
- Сільський будинок культури,
- Відділення зв'язку,
- Церква УПЦ МП Архистратига Михаіла,
- Церква Християн Віри Євангельської — П'ятидесятників,
- Музей історії села Жердя.

## Економіка
Діють:
- Декілька магазинів,
- Сільськогосподарське підприємство ТОВ «Волочиськ агро».

## Населення
За переписом населення України 2001 року в селі мешкало 1626 осіб.
Станом на 01.01.2017 року селі мешкало ▼1278 чоловік.
Розподіл населення за рідною мовою за даними перепису 2001 року:
| Мова       | Відсоток |
| ---------- | -------- |
| українська | 99,14 %  |
| російська  | 0,80 %   |
| білоруська | 0,06 %   |

## Відомі люди

### Народились
- Семенишин Микола Олександрович — український генерал поліції третього рангу.
- Крижачківський Микола Людвігович — ректор, кандидат технічних наук, доктор сільськогосподарських наук Польщі, професор, доктор філософії в технічних науках, академік Української академії оригінальних ідей, заслужений працівник народної освіти України.
- Луцьков Олександр Іванович — старший солдат, військовослужбовець ЗС України. Нагороджений орденом «За мужність» III ступеня (посмертно).[5]
- Кузик Богдан Валентинович — учасник АТО з 2014 по 2017 роки. З дитинства хотів служити в армії, займався парашутним спортом.

### Проживали, перебували
- Даровська Марцеліна — релігійна діячка, просвітителька, блаженна Римсько-католицької церкви,  шляхтичка, графиня. Проживала з чоловіком в Жерді.

## Природоохоронні території
Село лежить у межах національного природного парку «Подільські Товтри».

## Світлини

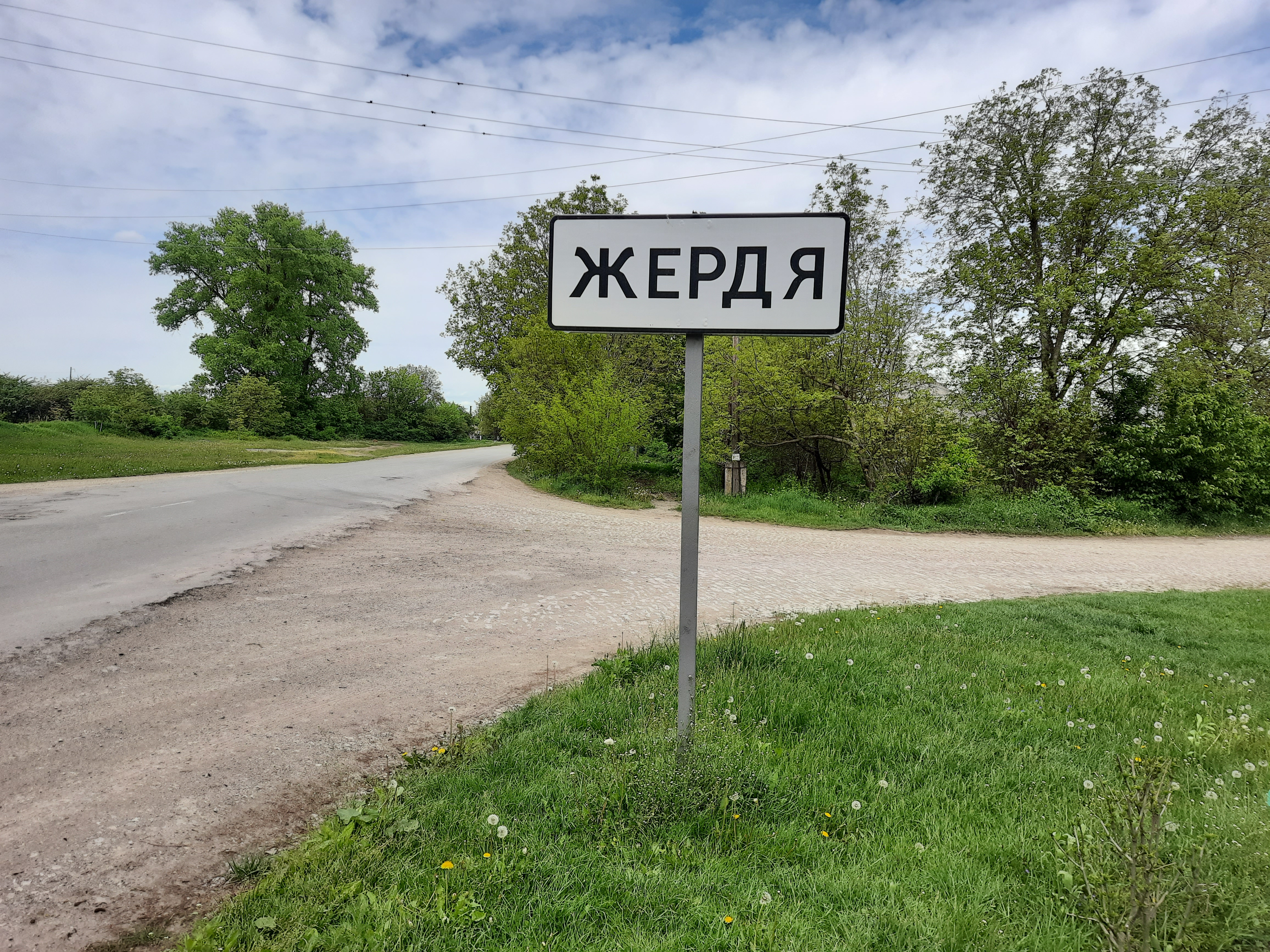
В'їзд у село
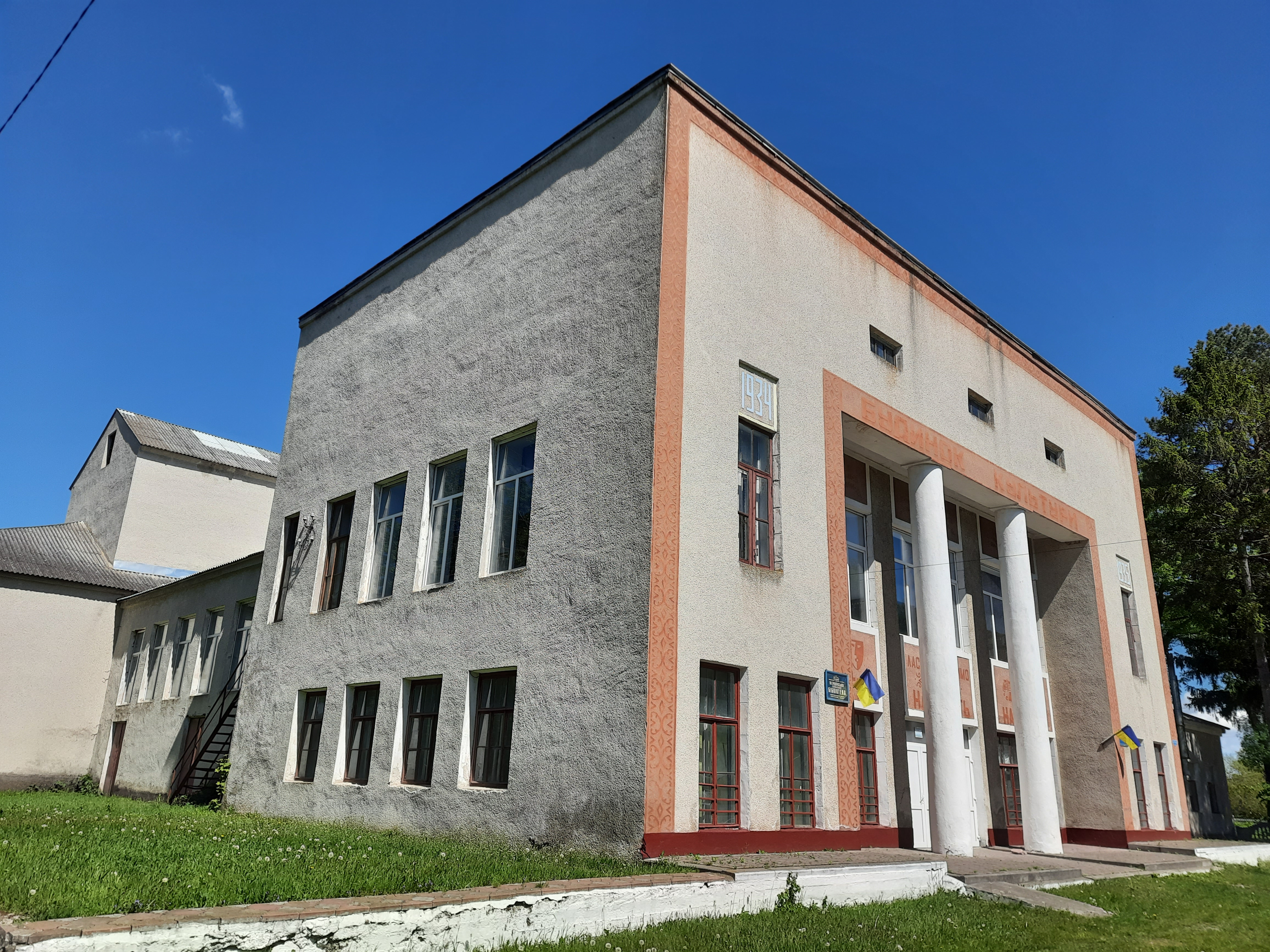
Будинок культури
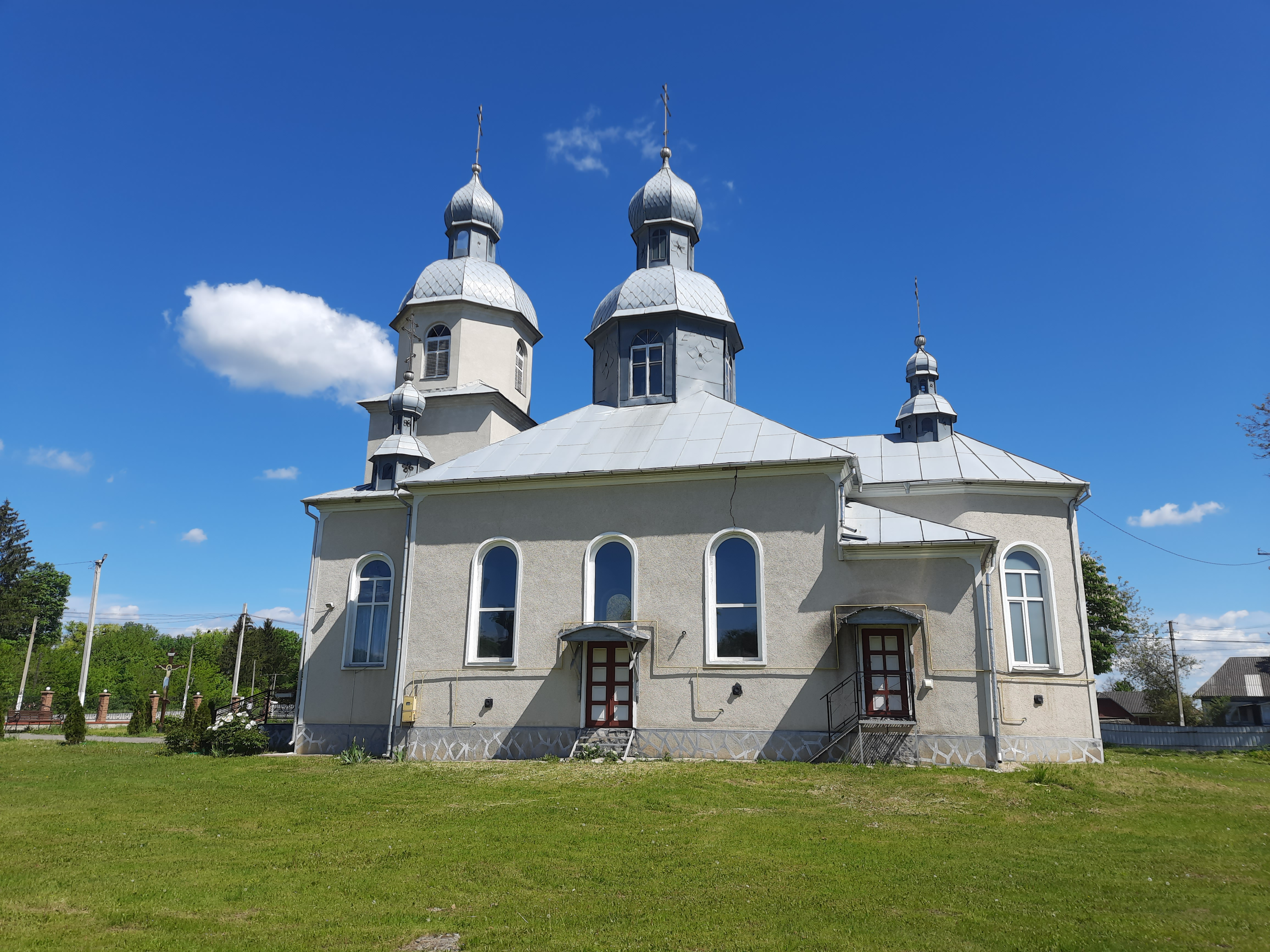
Михайлівська церква
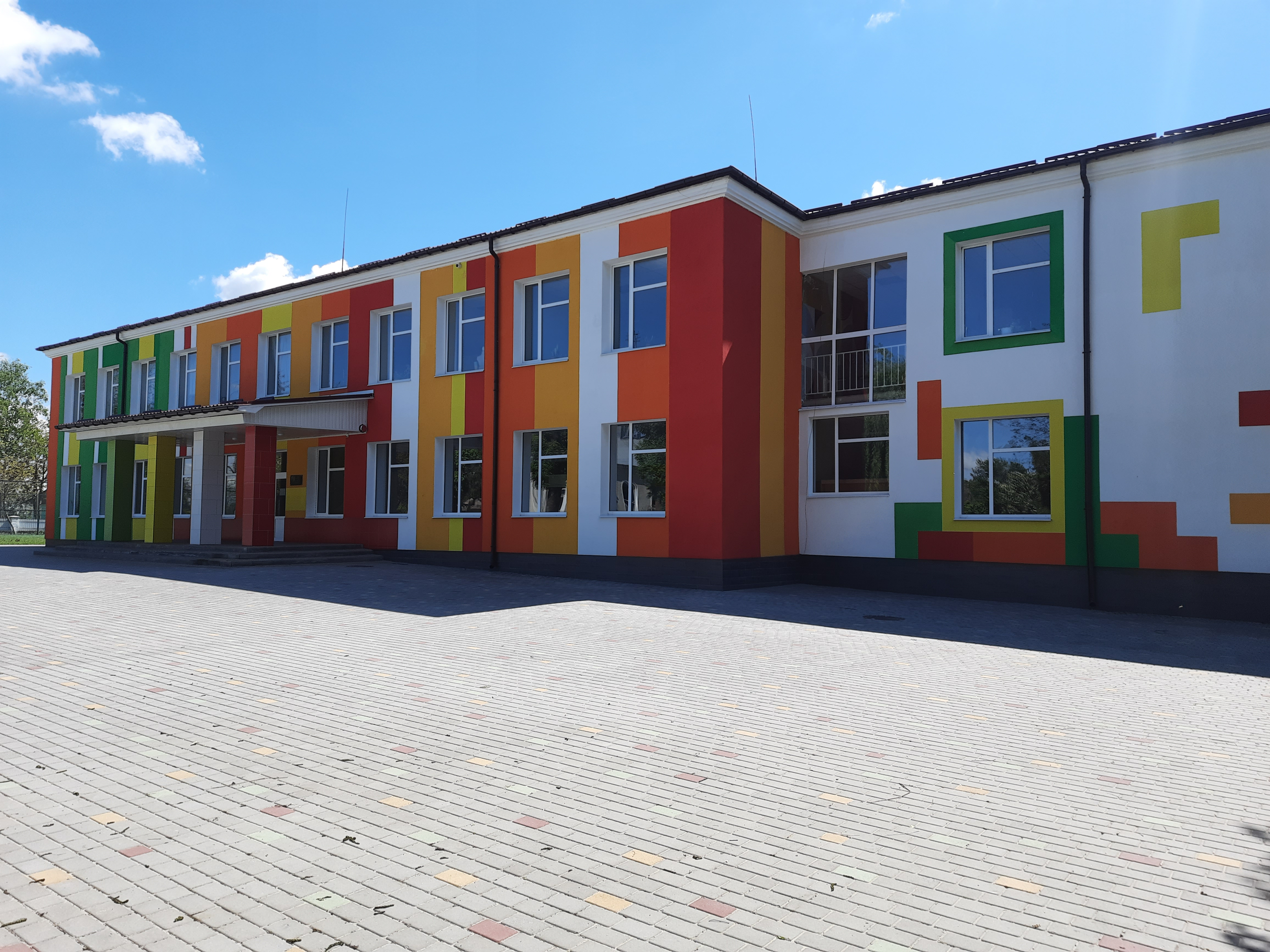
Школа
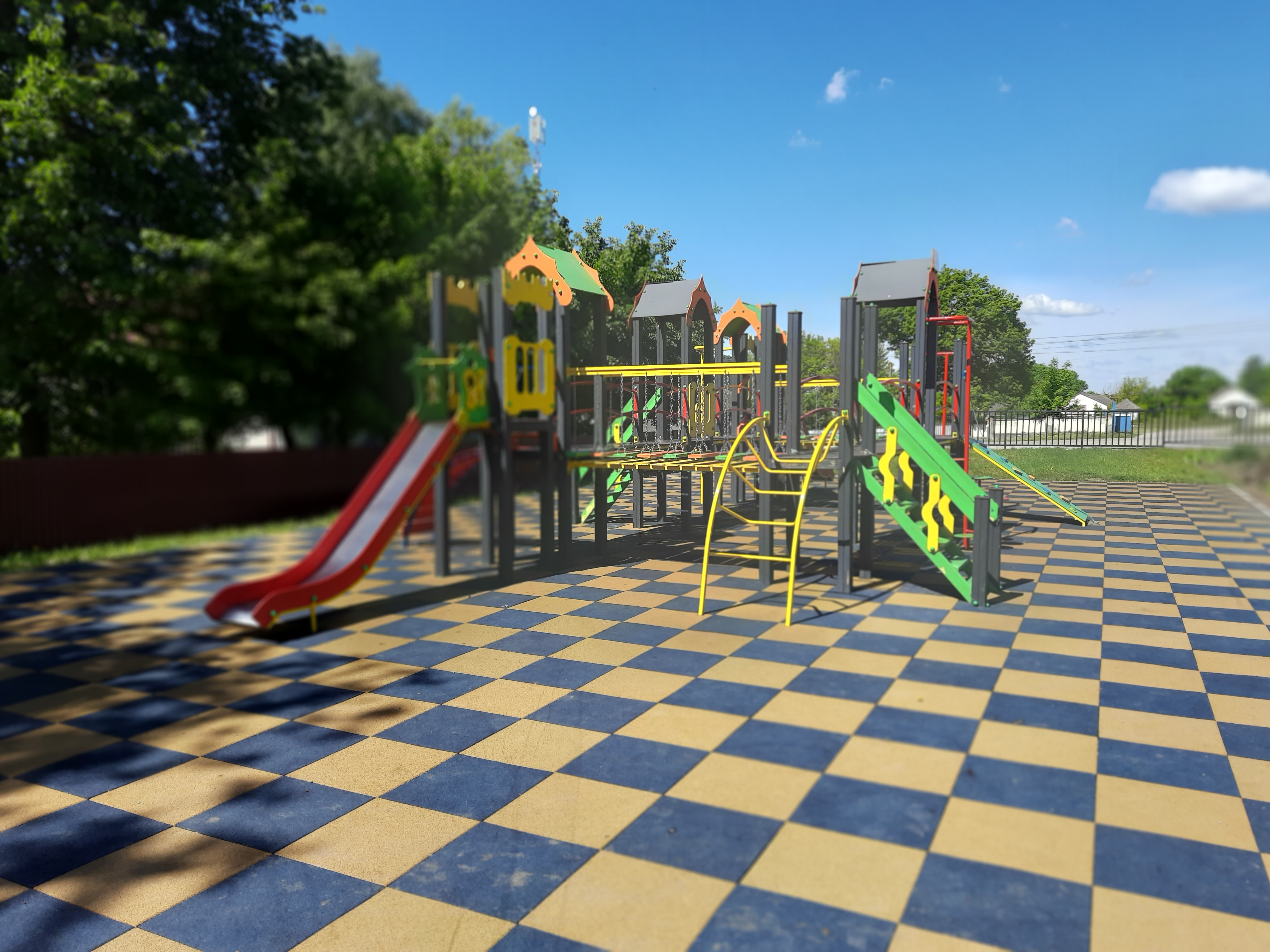
Дитячий майданчик
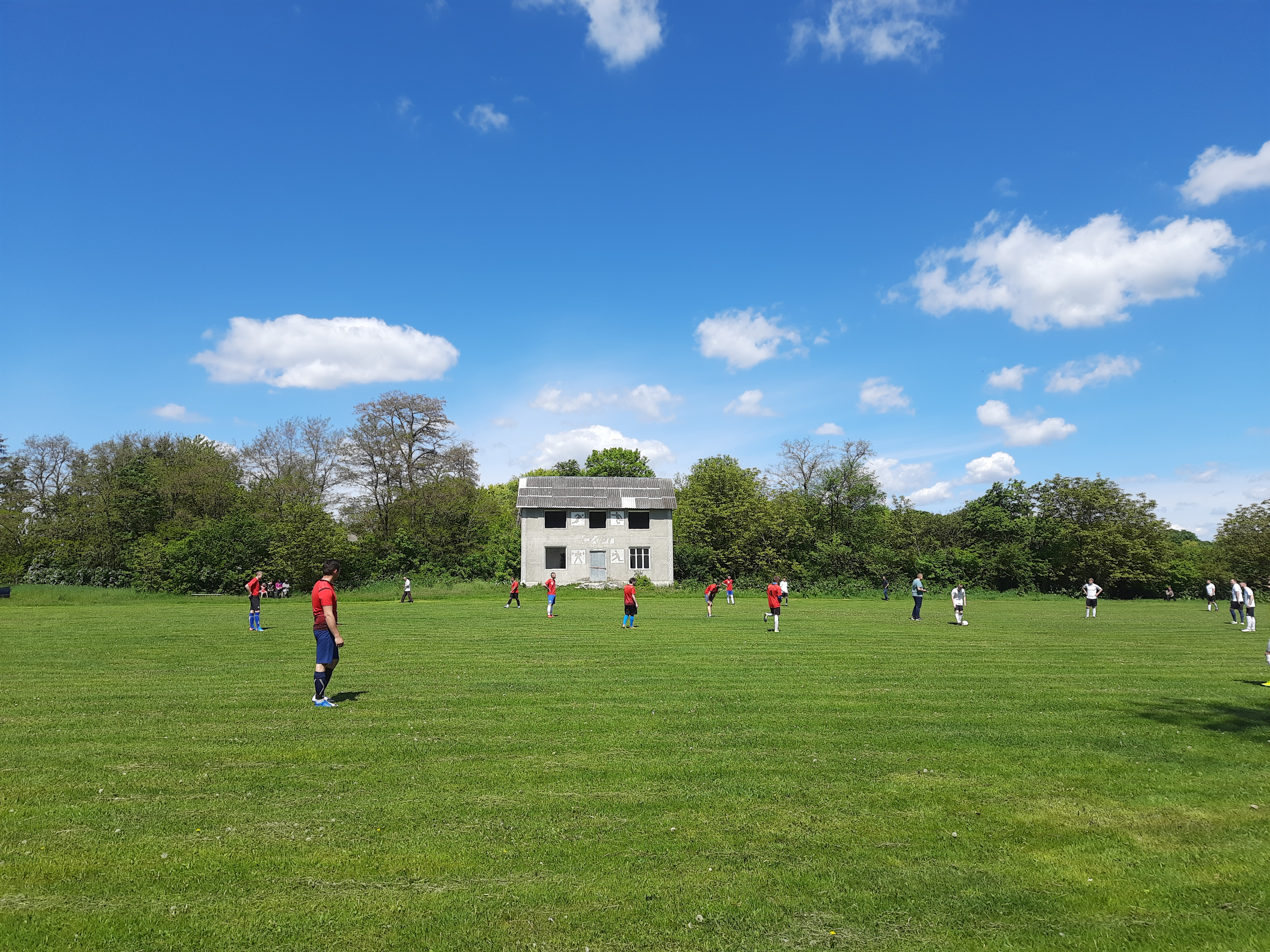
Стадіон